# Juego de asesinato

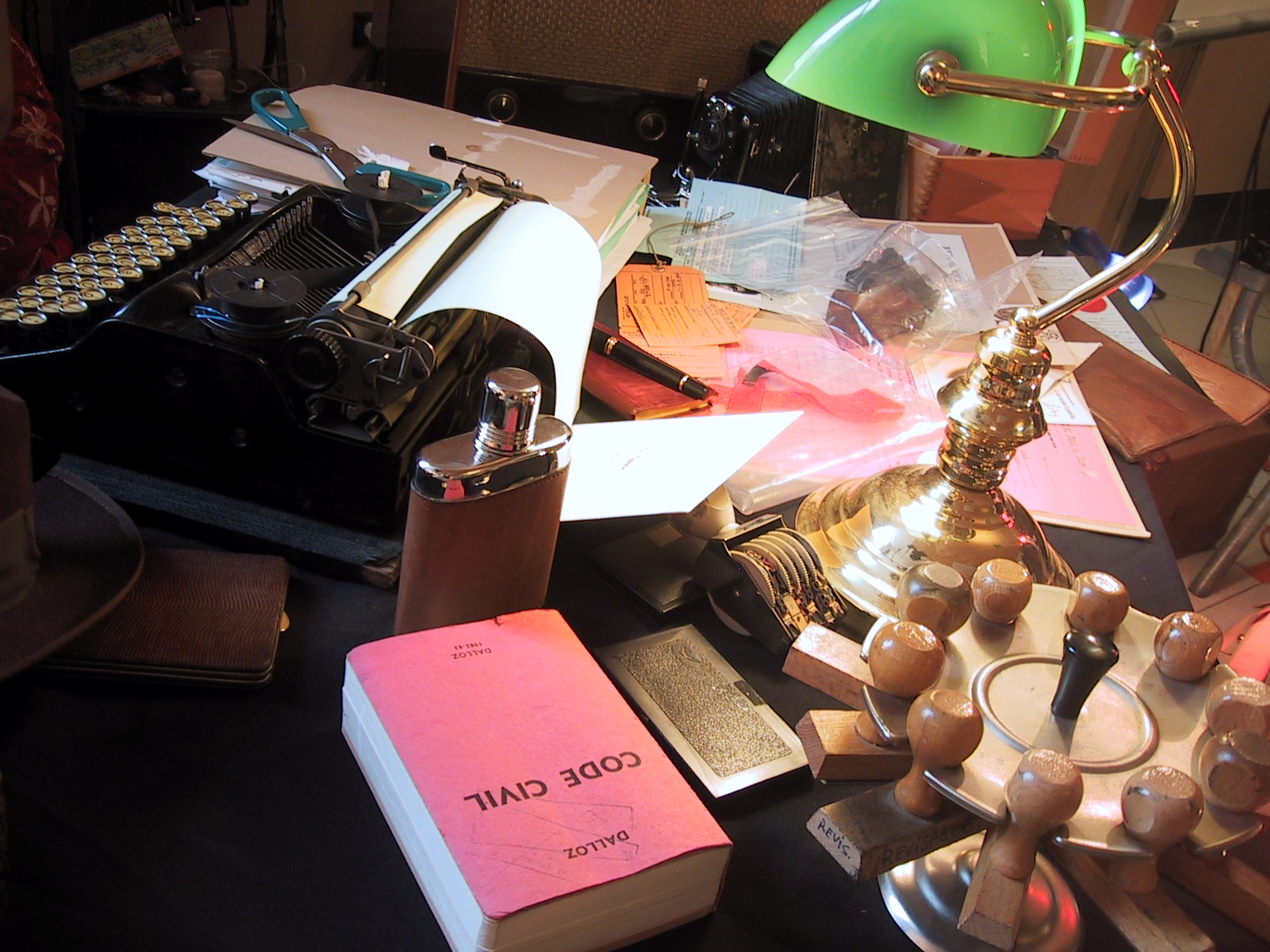
En este tipo de juegos las pistas son clave para encontrar el culpable

Los juegos de misterio de asesinato, fiesta de asesinato o fiestas de misterio son un género de juegos de fiesta o juegos de rol en los que cada uno de los jugadores juega en secreto a ser un asesino, mientras que los otros jugadores deben determinar quién de ellos es el criminal. En algunos estilos de juego, el asesino puede ser consciente de que es el asesino y en otros juegos, el asesino lo descubre junto con los demás participantes. Los juegos de misterio de asesinato a menudo involucran los "asesinatos" reales de los invitados a lo largo del juego, o comienzan con una "muerte" o "Crimen" y dedican el resto del tiempo del juego a la investigación para encontrar al culpable.
Los juegos de misterio de asesinato también se refieren a actuaciones públicas en lugares para eventos, formación de equipos o capacitaciones  corporativas y actividades de integración, donde los sospechosos son interpretados por actores, o los mismos participantes y el papel de detectives recae en uno o demás invitados.
Los juegos de misterio de asesinato en cenas generalmente se juegan con pequeños grupos de personas, por ejemplo, 6–20. Los eventos de misterio de asesinato para grupos más grandes suelen ser para números de entre 20 y 250 asistentes, aunque los eventos se pueden realizar con cuantas personas se considere necesario llegando a los 400.

## Origen
El género de ficción de misterio y asesinato comenzó en la primera mitad del siglo XIX. El  juego del "asesinato del guiño"se remonta al menos a principios del siglo XX, y ve a un jugador seleccionado en secreto como asesino, que puede "matar" a otros jugadores guiñándoles un ojo. Un jugador asesinado debe contar hasta cinco antes de morir, y el asesino intenta evitar ser detectado.
1937 vio el lanzamiento del primer juego de misterio de asesinato conocido como Jury Box. En este juego, los jugadores o miembros del jurado reciben el escenario del asesinato, las pruebas presentadas por el fiscal y el acusado, dos fotografías de la escena del crimen y papeletas de votación. Después de que los jugadores hayan tomado su decisión sobre quién es culpable, se lee la solución real.
Cluedo, o Clue en América del Norte, fue el primer juego de mesa de misterio de asesinatos, donde los jugadores compiten para identificar a un asesino. Fue lanzado algún tiempo después, en 1948, y ha seguido siendo popular.
Los juegos de misterio de asesinato en un formato de caja o juego de mesa, que se tenga registro es  "Cómo organizar" es en la década de 1980. En ese entonces, los escenarios eran típicamente más simples, las instrucciones de actuación mínimas y los juegos dependían de que los invitados se sintieran cómodos improvisando respuestas a las preguntas de los demás.
En 1986, Dimitry Davidoff creó el juego de mesa Mafia, donde los jugadores se sientan en una habitación y hay varios miembros secretos de la mafia conspiran para "asesinar" al resto de los jugadores inocentes durante las fases con los ojos cerrados. Esto condujo a un género de juegos de deducción social donde los jugadores intentan descubrir a un subgrupo secreto.

## Cómo se juega
Los juegos de misterio de asesinato para cenas en su contexto actual a menudo están estructurados para que cada invitado esté igualmente involucrado. Los kits de juegos "Murder Mystery"o "Dinner Party" (Fiestas de misterio o fiestas de asesinato, en Español) pueden tomar la forma de juegos con guion o juegos interactivos. Su preferencia dependerá de cómo desea que progrese su grupo. Los juegos con guion son donde un pequeño grupo de personas se reunan a  juega un misterio de asesinato planificado, mientras que los juegos interactivos se configuran de manera similar a las fiestas, y los jugadores tienen que encontrar pistas para descubrir quién es el asesino en lugar de guiones.
En los juegos de misterio de asesinato con guion, a los participantes se les dice exactamente qué decir y cuándo. A menudo se les proporciona declaraciones introductorias, preguntas para hacer, respuestas para dar y, ocasionalmente, algún diálogo compartido para romper el hielo. La información del personaje a menudo viene en folletos que se leen a lo largo de la noche, generalmente alrededor de una mesa en rondas con el único propósito de resolver el asesinato. Estos fueron populares en los años 90 con "How To Host Box Games". No hay lugar para la improvisación en los juegos con guion. Puedes actuar como tu personaje, pero las interacciones están restringidas a la información proporcionada en el juego.
En los juegos interactivos de misterio de asesinatos, los invitados reciben antecedentes de los personajes e información confidencial. A diferencia de los juegos con guion, hay muchas tramas secundarias y el objetivo no es solo resolver el asesinato. Una cena normalmente tiene lugar durante la fiesta, pero los invitados no se limitan a sentarse alrededor de una mesa y pueden moverse, hablar con quien quieren, cuando quieren. Se les otorga una licencia para interrogar, realizar acciones o participar en actividades con los otros invitados que los ayudarán a resolver el caso o lograr los objetivos de sus propios personajes. Los juegos interactivos permiten improvisar y permiten que una persona lleve a su personaje en la dirección que quiere ir. Algunos juegos permitirán que el asesino sepa por adelantado que él es el asesino, y otros lo mantendrán en secreto hasta que se le diga al resto del grupo durante una ronda de solución.
Los juegos para 6 a 20+ jugadores por lo general duran de 2 a 3 horas y los jugadores usan sus folletos de personajes y pistas (es decir, el contenido del juego) para profundizar en el trasfondo del asesinato usando preguntas, respuestas, pistas, pruebas y pistas. proporcionó. Todo esto está diseñado para obtener más y más información sobre el asesinato, hasta que los jugadores estén en una buena posición para sugerir quién creen que es el culpable.
La mayoría de las veces, los anfitriones invitan a los jugadores a asistir a la fiesta vestidos y listos para interpretar el papel de uno de los sospechosos enumerados en el escenario del juego. El juego con guion generalmente se juega durante una cena de 3 platos, mientras que un juego interactivo se puede jugar como un formato de estilo de mezcla y mezcla con bocadillos, bufé o una cena sentada.
Los juegos en caja o descargables están diseñados para que los jueguen grupos de amigos, familiares o compañeros de trabajo, que buscan disfrutar de una fiesta de disfraces con un "tema" adicional. Los juegos interactivos también se utilizan en entornos de formación de equipos. Las empresas han descubierto que son un buen recurso para fomentar buenas habilidades de comunicación y construir relaciones más estrechas entre las personas. La configuración de estos juegos puede ser simple o elaborada. Algunos juegos no requieren configuración más allá de una forma de seleccionar los roles al azar; sin embargo, a algunos anfitriones de fiestas les gusta desarrollar un menú elaborado y decorar extensamente para que coincida con el tema del juego elegido. Además de proporcionar la comida y la bebida para la noche, el anfitrión de la fiesta debe seguir las instrucciones de los anfitriones, prepararse para la fiesta con anticipación y, en general, coordinar los procedimientos durante la noche. Los organizadores del misterio pueden asignar roles y personajes en función de su conocimiento de los invitados.

## Versiones
- Los juegos basados en guiones o por turnos funcionan liberando información a lo largo del juego. A medida que avanza el juego, cada personaje aprende algo nuevo sobre la trama y su participación. Cada turno, los jugadores pueden hacer preguntas específicas, o tal vez leer un guion. Estos se juegan popularmente alrededor de la mesa en una cena.
- Los juegos interactivos de misterio de asesinato brindan a los jugadores detalles de su personaje desde el principio, pero depende del personaje determinar cómo resolver el asesinato. A menudo, los jugadores tienen otros objetivos, como ser el jugador más rico al final del juego. La mayoría de la gente tendrá sus propios secretos que no tienen nada que ver con el asesinato. Esto proporciona aún más razones para que los jugadores interactúen entre sí. Estos juegos se adaptan mejor a los bufés o bocadillos, ya que, en general, todos deben poder mezclarse y también hablar con los demás sin ser escuchados. Algunos se hacen durante una cena informal, siempre que se dé tiempo después para que los invitados se muevan y se mezclen.
- Los juegos de misterio interactivos basados en video o en línea usarán videos para proporcionar la historia de fondo del crimen y pueden proporcionar testimonios de testigos o mostrar evidencia para permitir que los invitados resuelvan el caso en un formato más estilo "juego". A menudo se juegan individualmente en Internet, pero a veces se juegan en grupos más grandes para formar equipos.
- Los misterios de asesinatos se pueden reproducir en foros de Internet, el organizador notifica en privado al asesino para informarle y debe tratar de culpar a alguien más en el hilo. Al final de una ronda, el organizador revela al asesino.
- Las variantes pueden implicar cambiar la naturaleza del crimen (especialmente si hay jugadores más jóvenes involucrados), permitir que algunos participantes conozcan ciertos hechos por adelantado (incluso la identidad del asesino) o tener 'giros en la trama' de eventos inesperados para ayudar. u obstaculizar la investigación, según sea necesario. Los juegos pueden contener búsquedas del tesoro, rompecabezas y problemas para resolver.